# Pelecanoides miokuaka
Pelecanoides miokuaka är en utdöd fågel i familjen liror inom ordningen stormfåglar. Den beskrevs 2007 utifrån fossila lämningar från miocen funna i Nya Zeeland.